# Show

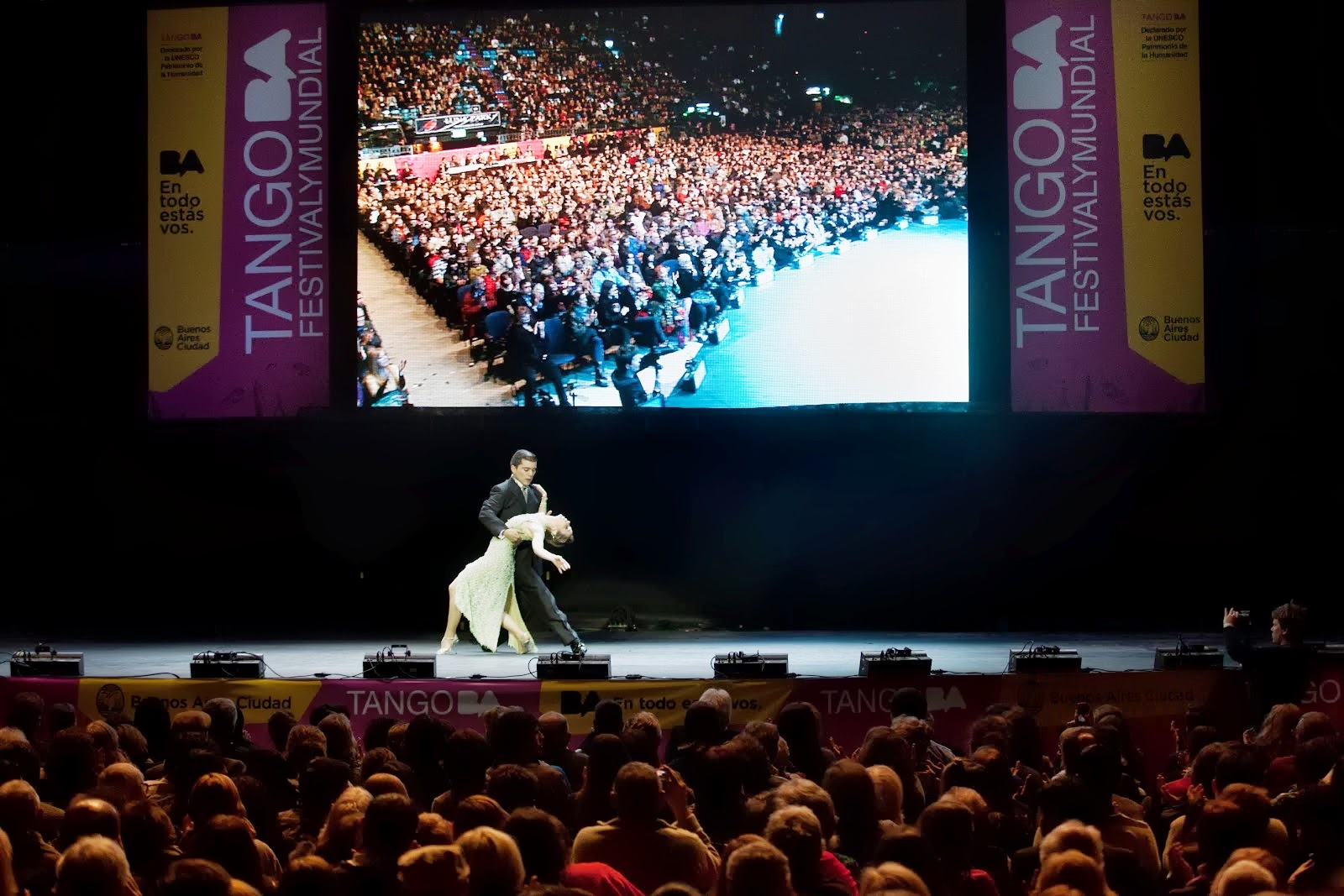
Show

Un show (cuvânt de origină engleză, preluat identic în română, pronunție: șou) este un spectacol de varietăți, cu muzică, dansuri, scheciuri comice, susținut de actori de music-hall, de cântăreți sau și de diverse formații. Show-urile mai recente pot avea nu numai rolul de a distra, ci și cel de a informa.

## Caracteristici
De obicei show-urile sunt cu public, dar există și show-uri fără public ca de exemplu la radio și unele show-uri de televiziune. Deseori ele sunt conduse sau prezentate de un moderator (în engleză: showmaster). Pot avea loc în săli sau și în aer liber.

## Tipuri
Luat în sens mai general există multe tipuri de show:
- show propriu-zis
- spectacole de tip joc sau gicitoare (Quiz),
- discuții live pe o temă dată (Talk-show)
- spectacole/show-uri de focuri și artificii
- spectacole/show-uri pe ape sau gheață
- spectacole de sunet și lumină, inclusiv lumină laser
- spectacole de mode
- concerte, opere, spectacole de dans și balet

și altele.